# 圆锥蛇根草
圆锥蛇根草（学名：Ophiorrhiza paniculiformis）是茜草科蛇根草属的植物，为中国的特有植物。分布于中国大陆的云南等地，生长于海拔1,700米的地区，见于林中，目前尚未由人工引种栽培。